# Élevage bovin au Brésil

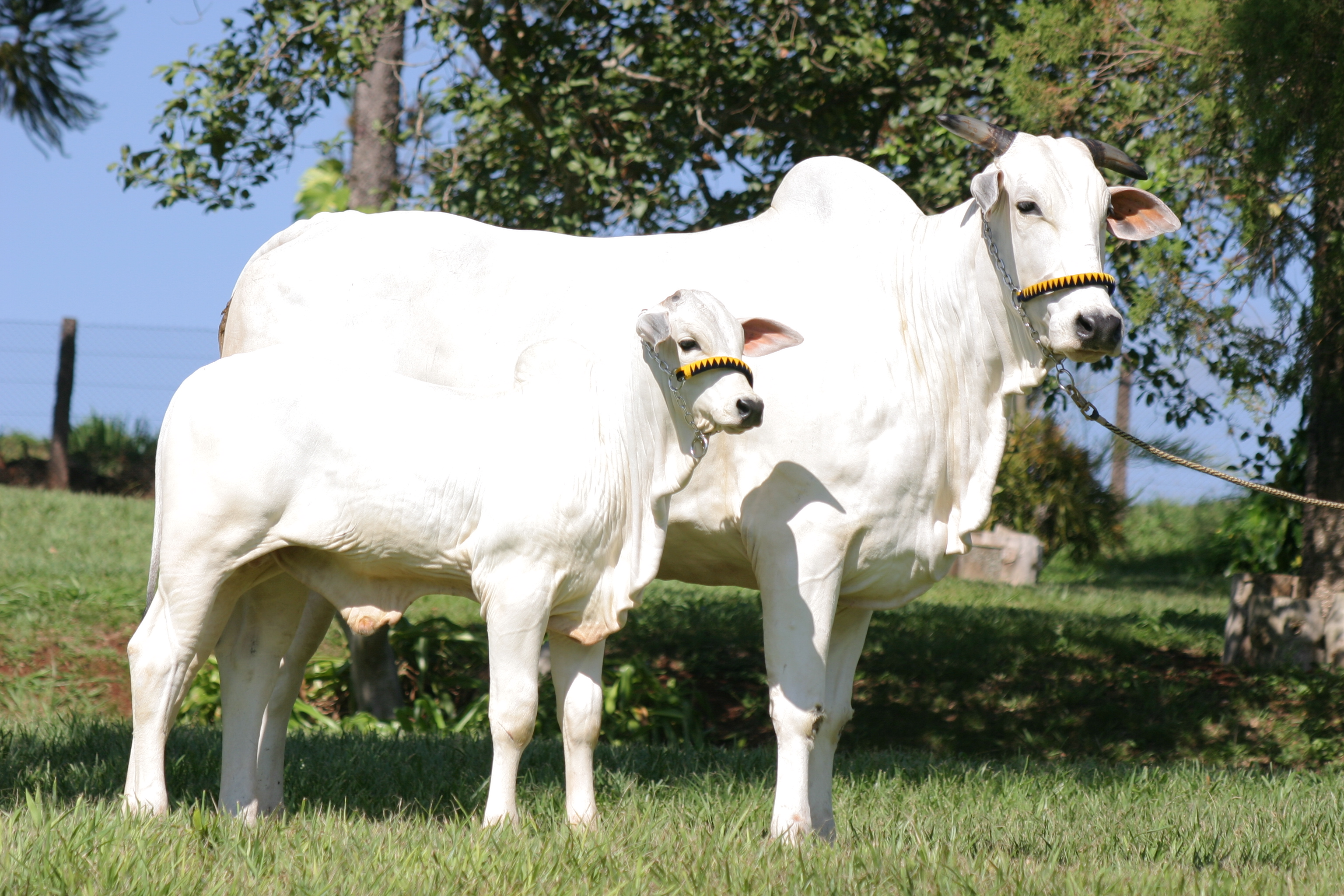
Vache nelore et son veau.

L'élevage bovin au Brésil résulte de l'introduction de bovins issus de l'élevage portugais, pays d'origine des colonisateurs. Par la suite des introductions de zébus, bien adaptés aux conditions climatiques du pays, ont eu lieu. Des races métissées créées au Brésil sont également élevées.
En 2011, le Brésil était à la deuxième place du marché d'exportation de viande bovine.

## Élevage

### Constat
La production de viande bovine du Brésil a émergé sur le marché mondial au changement de millénaire. Dès le milieu des années 2000, il est devenu premier exportateur mondial, même s'il est redescendu à la deuxième place derrière l'Australie. Ces fluctuations sont liées à une structure dépendant des aléas climatiques : des sécheresses ont entraîné la vente de troupeaux sans garder suffisamment de reproducteurs, puis un regain de productivité relié à une hausse du cours de la viande a provoqué une baisse de production par la conservation de plus de femelles pour reconstituer les troupeaux. Le cheptel bovin est d'environ 230 millions de têtes (190 de races allaitantes et 40 à vocation laitière).
Dans un pays aussi vaste, la réglementation sanitaire est toute relative, fermant certains marchés soucieux de qualité à l'export : États-Unis, Japon, Corée-du-Sud, Russie... La prophylaxie et la vaccination des animaux reste peu coûteuse, souvent sans le recours d'un vétérinaire. Des régions entières, isolées et mieux contrôlées, sont exemptes de maladies comme la fièvre aphteuse. En revanche, les maladies tropicales parasitaires sont courantes. L'introduction de races de zébus, mieux adaptées, a partiellement résolu ce problème.
Le contrôle sanitaire des abattoirs est directement lié au marché de destination : rigoureux pour l'exportation et les marchés urbains côtiers, beaucoup moins regardant pour la consommation locale.

### Structure
Avec l'aide de l'état, de gros conglomérats exportateurs de viande ont émergé dans les années 2000, permettant de proposer sur le marché mondial de la viande qualité, comme de la viande à petit prix. JBS, Brazil foods et Marfrig occupaient les première, troisième et huitième place mondiales. La puissance de ces industriels permet de drainer les apports de viande : les gros élevages livrent des lots homogènes entiers à l'abattoir. Les plus petites unités qui produisent souvent des lots de moindre qualité se replient sur les petites unités d'abattage qui alimentent les marchés locaux, mais à un prix de vente plus bas. Les plus gros abattoirs peuvent traiter jusqu'à 1 500 ̺animaux par tranche de huit heures. L'exportation de carcasses qui fut prépondérante, se voit de plus en plus réduite par une progression de découpe et viande hachée à valeur ajoutée supérieure.

### Perspective d'évolution
De vastes territoires vierges ont été délégués à un élevage extensif utilisant peu de personnel, favorisé par une pluviométrie abondante et une chaleur constante, stimulant la croissance de l'herbe. Depuis les années 1990-2000, des cultures intensive à destination industrielle ont progressivement remplacé les élevages extensifs en zone fertile au sud du pays : café, canne à sucre, soja... Cette mutation a entraîné une hausse importante de la valeur foncière. Une migration de l'élevage bovin se produit alors vers le nord du pays et le défrichage de la forêt amazonienne. En dépit d'un prix très concurrentiel du tourteau de soja ou du maïs, l’affouragement reste majoritairement à base d'herbe.

## Consommation
Le pourcentage de viande bovine consommée dans les foyers brésiliens est directement corrélée avec le niveau de revenu : les plus modestes mangent de la volaille et la consommation de viande bovine est un révélateur du train de vie. Les grandes villes de la côte bénéficient d'une qualité de viande égale à celle qui est exportée vers l'Europe communautaire et l'Amérique du Nord ; à l'inverse, les régions plus reculées doivent se contenter de viande de qualité plus hétérogène.
La viande bovine brésilienne a perdu des parts de marché en Europe et aux États-Unis, réorientant ses exportations vers la Russie et le Moyen-Orient. Ces changements correspondent à une hausse d'exigence des premiers clients, en particulier vis à vis une forte réticence face aux additifs donnés aux animaux lors de l'engraissement. L'exportation vers ses voisins d'Amérique du Sud est sujette à variation.

## Races

### Races d'origine européennes
Cette liste de races bovines correspond à celles répertoriées par l'Organisation des Nations unies pour l'alimentation et l'agriculture, la FAO.
| Race               | Photo | Production | Homonymes                                           | Remarques                            |
| ------------------ | ----- | ---------- | --------------------------------------------------- | ------------------------------------ |
| Angus              |       | Bouchère   |                                                     | Race d'origine britannique           |
| Ayrshire           |       | Laitière   |                                                     | Race britannique du rameau celtique. |
| Blonde d'Aquitaine |       | Bouchère   |                                                     | Race française                       |
| Brown swiss        |       | Laitière   |                                                     | Race d'origine suisse                |
| Caracu             |       | Bouchère   |                                                     | Race d'origine portugaise            |
| Charolaise         |       | Bouchère   |                                                     | Race française                       |
| Chianina           |       | Bouchère   |                                                     | Race italienne                       |
| Crioulo lageano    |       | Bouchère   |                                                     | Race d'origine espagnole             |
| Crioulo do Sul     |       | Bouchère   |                                                     | Race d'origine portugaise            |
| Curraleiro pé duro |       | Bouchère   |                                                     | Race d'origine portugaise            |
| Devon              |       | Bouchère   |                                                     | Race d'origine britannique           |
| Galloway           |       | Bouchère   |                                                     | Race d'origine britannique           |
| Hereford           |       | Bouchère   |                                                     | Race d'origine britannique           |
| Hérens             |       | Bouchère   |                                                     | Race d'origine suisse                |
| Holstein           |       | Laitière   |                                                     | Race originaire des Pays-Bas         |
| Jersiaise          |       | Laitière   | Jersey cattle                                       | Race britannique                     |
| Limousine          |       | Bouchère   |                                                     | Race française                       |
| Lincoln red        |       | Bouchère   |                                                     | Race britannique                     |
| Rouge des prés     |       | Bouchère   | Nommée maine-anjou, ancien nom de la race au Brésil | Race française                       |
| Marchigiana        |       | Bouchère   |                                                     | Race italienne                       |
| Normande           |       | Laitière   |                                                     | Race française                       |
| Pinzgauer          |       | Mixte      |                                                     | Race autrichienne                    |
| Rouge danoise      |       | Laitière   |                                                     | Race danoise                         |
| Red poll           |       | Bouchère   |                                                     | Race britannique                     |
| Salers             |       | Bouchère   |                                                     | Race française                       |
| Shorthorn          |       | Bouchère   | Durham                                              | Race britannique                     |
| Simmental          |       | Mixte      |                                                     | Race suisse                          |

### Races d'origine zébuine
Cette liste de races de zébus correspond à celles répertoriées par l'Organisation des Nations unies pour l'alimentation et l'agriculture (FAO).
| Race         | Photo | Production | Homonymes                        | Remarques                                                         |
| ------------ | ----- | ---------- | -------------------------------- | ----------------------------------------------------------------- |
| Ongole       |       | Bouchère   | Nellore                          | Issue d'une race de l'Andhra Pradesh en Inde                      |
| Brahmane     |       | Bouchère   |                                  | Race américaine issue de gir, ongole et autres                    |
| Cangaian     |       | Bouchère   |                                  | Race brésilienne                                                  |
| Gir          |       | Mixte      |                                  | Race indienne                                                     |
| Guzera       |       | Mixte      |                                  | Race issue de la Kankrej indienne                                 |
| Indubrasil   |       | mixte      |                                  | Race brésilienne, issue des races indiennes Gir Kankrej et Ongole |
| Nelore       |       | Bouchère   |                                  | Race brésilienne issue d'ongole                                   |
| Sahiwal      |       | Laitière   |                                  | Race indienne et pakistanaise                                     |
| Sindhi rouge |       | Laitière   | red sindhi, red karachi ou malir | Race pakistanaise                                                 |

### Races métisses
Cette liste de races de bovins, issus de métissage entre races européennes et zébuines, correspond à celles répertoriées par l'Organisation des Nations unies pour l'alimentation et l'agriculture (FAO).
| Race            | Photo | Production | croisement                          | Remarques                 |
| --------------- | ----- | ---------- | ----------------------------------- | ------------------------- |
| Beefmaster      |       | Bouchère   | brahmane x hereford x shorthorn     | Race d'origine américaine |
| Braford         |       | Bouchère   | brahmane x hereford                 | Race américaine           |
| Canchim         |       | Bouchère   | zébus indo-brésiliennes x charolais | Race brésilienne          |
| Girolando       |       | Laitière   | Gir x holstein                      | Race brésilienne          |
| Santa Gertrudis |       | Bouchère   | Brahmane x shorthorn                | Race américaine           |